# Pseudopanurgus platycephalus
Pseudopanurgus platycephalus är en biart som först beskrevs av Ruz 1990.  Pseudopanurgus platycephalus ingår i släktet Pseudopanurgus och familjen grävbin. Inga underarter finns listade i Catalogue of Life.